# میگل فریرا
میگل فریرا (پرتغالی: Miguel Ferreira؛ زادهٔ ۲۰ سپتامبر ۱۹۴۹) بازیکن فوتبال اهل برزیل بود.
از باشگاه‌هایی که در آن بازی کرده است می‌توان به باشگاه فوتبال فلومیننزه، باشگاه ورزشی بانگو، باشگاه ورزشی واسکو دوگاما، و باشگاه فوتبال بوتافوگو اشاره کرد.
وی همچنین در تیم ملی فوتبال برزیل بازی کرده است.